# أمل صالح
أمل صلاح (من مواليد 23 أبريل 2002) هي لاعبة كرة قدم جزائرية محترفة تلعب كحارسة مرمى لنادي لو بوي فوتبول 43 أوفيرني في الدرجة الثالثة والمنتخب الجزائري.

## المسيرة الكروية
تدربت في مدينة نيم، ثم التحقت بأكاديمية مونبلييه للتدريب في فئة تحت 15 عامًا، قبل أن تلعب على المستوى الوطني في فئة تحت 19 عامًا. ثم انضمت إلى تاراسكون في عام 2019.
في أغسطس 2023، وقعت مع نادي لو بوي فوتبول 43 أوفيرني. لعبت دورًا حاسمًا في كأس فرنسا وسميت ببطلة اليوم لقيامها بتصديين حاسمين ساعدا النادي على التأهل وإقصاء فريق ريمس من الدرجة الأولى.

## المسيرة الدولية
كانت أمل صالح لاعبةً دولية سابقة مع منتخب الجزائر للشباب ولعبت لمنتخب تحت 20 سنة للسيدات. وكانت ضمن التشكيلة النهائية التي مثلت الجزائر في دورة الألعاب الأفريقية 2019. في وقت لاحق من ذلك العام، اختيرت أيضًا للمشاركة في بطولة شمال إفريقيا للسيدات تحت 20 عامًا التي أقيمت في المغرب عام 2019.
تلقت أول استدعاء للانضمام للفريق الأول في سبتمبر 2023 للمشاركة في مبارة تصفيات كأس الأمم الأفريقية 2024 ضد أوغندا. شاركت لأول مرة مع الفريق في 24 فبراير 2024، حيث حقق الفريق فوزاً بواقع 2-0 ضد بوركينا فاسو.

## إحصائيات المهنة

### النادي
آخر تحديث 10 نوفمبر 2024.
| النادي                   | موسم            | الدوري          | الدوري | الدوري  | الكأس  | الكأس   | المجموع | المجموع |
| النادي                   | موسم            | قسم             | الظهور | الأهداف | الظهور | الأهداف | الظهور  | الأهداف |
| ------------------------ | --------------- | --------------- | ------ | ------- | ------ | ------- | ------- | ------- |
| نادي تاراسكون لكرة القدم | 2019–20         | الدرجة الثالثة  | 0      | 0       | 2      | 0       | 2       | 0       |
| نادي تاراسكون لكرة القدم | المجموع         | المجموع         | 0      | 0       | 2      | 0       | 2       | 0       |
| لو بوي فوت               | 2023–24         | الدرجة الثالثة  | 5      | 0       | 5      | 0       | 10      | 0       |
| لو بوي فوت               | 2024–25         | الدرجة الثالثة  | 6      | 0       |        |         | 6       | 0       |
| لو بوي فوت               | المجموع         | المجموع         | 11     | 0       | 5      | 0       | 16      | 0       |
| المجموع الوظيفي          | المجموع الوظيفي | المجموع الوظيفي | 11     | 0       | 7      | 0       | 18      | 0       |

### دولياً
آخر تحديث 30 نوفمبر 2024.
الكأس
| قائمة الكؤوس الدولية لـ الجزائر / أمل صالح | قائمة الكؤوس الدولية لـ الجزائر / أمل صالح | قائمة الكؤوس الدولية لـ الجزائر / أمل صالح | قائمة الكؤوس الدولية لـ الجزائر / أمل صالح | قائمة الكؤوس الدولية لـ الجزائر / أمل صالح | قائمة الكؤوس الدولية لـ الجزائر / أمل صالح | قائمة الكؤوس الدولية لـ الجزائر / أمل صالح |
| #                                          | التاريخ                                    | المكان                                     | الخصم                                      | النتيجة                                    | الدقائق                                    | المسابقة                                   |
| ------------------------------------------ | ------------------------------------------ | ------------------------------------------ | ------------------------------------------ | ------------------------------------------ | ------------------------------------------ | ------------------------------------------ |
| 1                                          | 24 فبراير 2024                             | المركز التقني الوطني، الجزائر              | بوركينا فاسو                               | 2–0                                        | 15'                                        | مباراة ودية                                |
| 2                                          | 27 فبراير 2024                             | ملعب نيلسون مانديلا، الجزائر               | بوركينا فاسو                               | 3–0                                        | 90'                                        | مباراة ودية                                |
| 3                                          | 4 أبريل 2024                               | ملعب الشاذلي زويتن، تونس                   | تونس                                       | 1–2                                        | 7'                                         | مباراة ودية                                |
| 4                                          | 26 أكتوبر 2024                             | ملعب ريمو ستارز، نيجيريا                   | نيجيريا                                    | 0–2                                        |                                            | مباراة ودية                                |
| 5                                          | 29 أكتوبر 2024                             | ملعب ريمو ستارز، نيجيريا                   | نيجيريا                                    | 1–4                                        | 90'                                        | مباراة ودية                                |

## روابط خارجية
- آمال صالح على موقع Soccerway.com (الإنجليزية)